# Chalcionellus cyrenaicus
Chalcionellus cyrenaicus är en skalbaggsart som först beskrevs av G. Müller 1929.  Chalcionellus cyrenaicus ingår i släktet Chalcionellus och familjen stumpbaggar. Inga underarter finns listade i Catalogue of Life.